# Toba (jezero)
Toba (indon. Danau Toba), 100 km dugo i do 30 km široko jezero vulkanskog podrijetla na otoku Sumatri u Indoneziji. Površinom od 1.103 km2 i dubinom 505 m najveće je vulkansko jezero svijeta.
Jezero je bogato raznim ribljim vrstama, među kojima su endemi Rasbora tobana i Neolissochilus thienemanni. Na području oko jezera žive pripadnici batačkog plemena Toba Batak.

## Vanjske poveznice
- Supervulkan Toba
- LakeNET – Toba jezero
- Oregon State University  Arhivirana inačica izvorne stranice od 8. veljače 2009. (Wayback Machine)